# تيرينس كول
تيرينس كول (14 نوفمبر 1877 - 15 ديسمبر 1944) (بالإنجليزية: Terence Cole)‏ هو لاعب كريكت بريطاني وبريطاني (وحمل سابقاً جنسية المملكة المتحدة لبريطانيا العظمى وأيرلندا).